# Acalymma doradense
Acalymma doradense es un coleóptero de la familia Chrysomelidae.
Fue descrita científicamente por primera vez en 1943 por Christensen.